# Wilaya de Béni Abbès
La wilaya de Béni Abbès est une wilaya algérienne créée en 2019 et officialisée en 2021, auparavant, une wilaya déléguée créée en 2015. Elle est située dans la Sahara algérien.

## Géographie

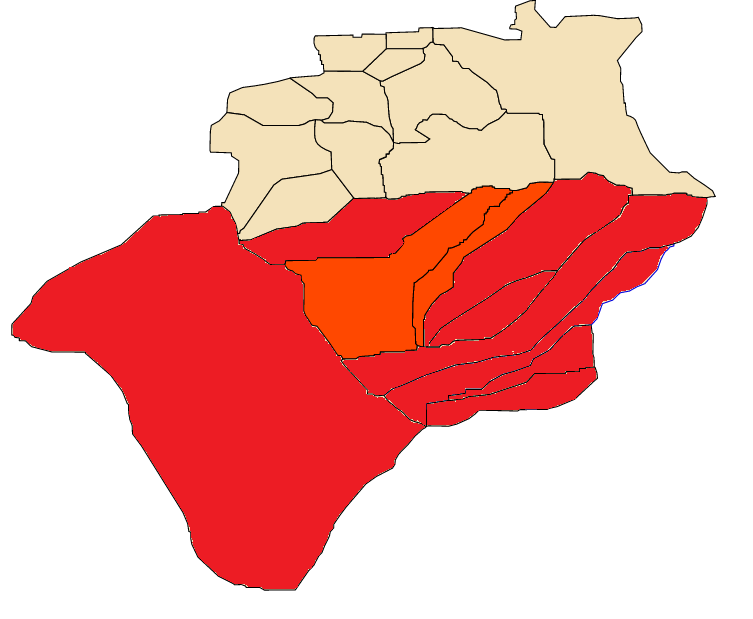
Localisation des communes de la wilaya dans l'ancienne wilaya de Béchar avant 2020.

La wilaya de Béni Abbès est localisée au sud-ouest algérien, dans le Sahara entre les régions de Guir, Touat et Gourara, elle s’étend sur une superficie de près de 101 350 km2. Elle est délimitée:
- au nord par la wilaya de Bechar;
- à l'est par la wilaya de Timimoun;
- à l'ouest par le Royaume du Maroc;
- au sud-ouest par la wilaya de Tindouf;
- au sud et sud-est par la wilaya d'Adrar.

|                   | wilaya de Bechar     |                    |
| Maroc             | wilaya de Béni Abbès | Wilaya de Timimoun |
| wilaya de Tindouf | wilaya d'Adrar       | wilaya d'Adrar     |

## Histoire
La wilaya de Béni Abbès est créée le 26 novembre 2019. En 2021, le président Tebboune, officialise le nouveau découpage administratif.
Auparavant, elle était une wilaya déléguée, créée selon la loi no 15-140 du 27 mai 2015, portant création de circonscriptions administratives dans certaines wilayas et fixant les règles particulières qui leur sont liées, ainsi que la liste des communes qui sont rattachées à elle. Avant 2019, elle était rattachée à la wilaya de Béchar.

## Organisation de la wilaya

### Liste des walis
| N° | Wali                 | Début            | Fin              |
| -- | -------------------- | ---------------- | ---------------- |
| 1  | Saad Chenouf         | 21 février 2021  | 6 septembre 2023 |
| 2  | Djamel Eddine Hashas | 6 septembre 2023 | en cours         |

### Liste des walis délégués
Le poste de wali délégué de l'ancienne wilaya déléguée de Béni Abbès a été occupé par plusieurs personnalités politiques nationales depuis sa création.
| N° | Wali délégué        | Début           | Fin             |
| -- | ------------------- | --------------- | --------------- |
| 01 | Boubakar Lansari    | 22 juillet 2015 | 31 août 2020    |
| 02 | Abderrahmane Dehimi | 31 août 2020    | 21 février 2021 |

## Daïras
Le tableau suivant donne la liste des daïras de la wilaya et les communes qui les composent
| Daira                 | Communes              | Superficie km2 | Population (2008) | Densité (hab./km²) (2008) |
| --------------------- | --------------------- | -------------- | ----------------- | ------------------------- |
| Daïra de Béni Abbès   | Béni Abbès, Tamtert   | 13 170         | 12 683            | 0,96                      |
| Daïra de Kerzaz       | Kerzaz, Timoudi       |                |                   |                           |
| Daïra d'El Ouata      | El Ouata, Beni Ikhlef |                |                   |                           |
| Daïra de Tabelbala    | Tabelbala             | 50 560         | 5 248             | 0,1                       |
| Daïra d'Ouled Khoudir | Ouled Khoudir, Ksabi  | 4 140          | 7 621             | 1,8                       |
| Daïra d'Igli          | Igli                  | 6 220          | 6 833             | 1,1                       |

## Démographie
Selon le recensement général de la population et de l'habitat de 2008, l'ensemble des communes de la wilaya de Béni Abbès comptait 162 267 habitants.

## Santé
Le secteur de la santé dans la wilaya de Béni Abbès est administré par la Direction de la Santé et de la Population de Bechar. Cette dernière prend en charge les hôpitaux et autres structures sanitaires, ainsi que le personnel de la santé, dans les deux secteurs public et privé.
Les structures hospitalières sont rattachées au ministère algérien de la Santé. À Béni Abbes les établissements hospitaliers sont :
- Hôpital de Mohamed Yakoub (Beni Abbes) ;
- Hôpital de Kerzaz (en construction).

## Culture et patrimoine
- Musée de Béni-Abbès
- Mosquée du Vieux Ksar
- Chapelle de Charles de Foucauld

## Aérodrome de Béni Abbès
Béni Abbès possède un aérodrome public (aucun code IATA/OACI) situé à 2 kilomètres à l'est de la ville de Béni Abbès. La piste d'atterrissage, en sable, a bénéficié d'une réhabilitation.
Une balise VOR-DME (identifiant BBS) et une balise NDB (identifiant BBS) sont situées au niveau de l'aérodrome.
Le 26 février 2022, le wali de Béni Abbès, Saad Chentouf, a annoncé le projet de création d'un nouvel aéroport dans la région. Aucune date de début des travaux et aucune estimation financière n'a été donnée.